# المحسن بن علي التنوخي
أبو علي المحسن بن علي بن محمد بن داوود بن إبراهيم التنوخي الأنطاكي (26 ربيع الأول 327هـ/20 يناير 939 - 25 محرم 384هـ/2 مارس 994م) أديب وكاتب ومؤرِّخ عاش في العصر العباسي.

## سيرته
ولِدَ المحسن بن علي بن محمد في السادس والعشرين من ربيع الأوَّل سنة 327هـ، وكانت ولادته في مدينة البصرة، وأبوه هو القاضي علي بن محمد التنوخي، من أبرز أدباء ووجهاء عصره. تتلمذ المحسن لدى أبي بكر الصولي وأبي العباس الأثرم وأبي الفرج الأصفهاني، وفي 349هـ عُيِّن قاضياً على الكوفة، وفي نفس السنة تولَّى القضاء في عسكر مكرم وإيذج ورامهرمز، وظلَّ يعمل في القضاء مدةً طويلة متنقلاً بين البلدان، وفي 369 أرسله الطائع لله إلى عضد الدولة ليخطب له أخته. وإلى جانب عمله في القضاء والسياسة فقد كان القاضي التنوخي أديباً شاعراً ومؤرِّخاً له عدد من الكتب أبرزها المُسَمَّى «الفرج بعد الشدَّة». تُوفِّي القاضي التنوخي في الخامس والعشرين من محرم سنة 384هـ.

## مؤلفاته
تُنسَب إليه المؤلفات التالية:
- ديوان شعر.
- «الفرج بعد الشدة» (مطبوع).
- «المُستجاد من فعلات الأجواد» (مطبوع).
- «نشوار المحاضرة وأخبار المذاكرة» (مطبوع، يُعنوَن كذلك «جامع التواريخ»).
- «عنوان الحكمة».